# Tractat de la Lluna
L'Acord de Governs de les Activitats dels Estats a la Lluna i Altres Cossos Celestes, també conegut com el Tractat de la Lluna o Acord de la Lluna, és un tractat internacional que proveeix jurisdicció de tots els cossos celestes (incloent les seves òrbites) a la comunitat internacional. Per tant, totes les activitats han de complir amb el dret internacional (en particular, això inclou la Carta de les Nacions Unides).
A la pràctica, no és un tractat en vigor, ja que no ha estat ratificada per cap país amb capacitat de conduir un exploració espacial tripulada o amb plans de fer-ho (p.e.; els Estats Units, el Regne Unit, la Unió europea, la Federació Russa, República Popular de la Xina, Japó i l'Índia) des de la seva creació el 1979 i, per tant, té un efecte insignificant en el vol espacial real.

## Contingut
El tractat s'aplicaria a la Lluna i altres objectes astronòmics dins el sistema solar, que no sigui la Terra, incloent-hi les seves òrbites o altres trajectòries al seu voltant.
El tractat fa una declaració de la utilitació de la Lluna per al benefici de tots els estats i tots els pobles de la comunitat internacional. També expressa el desig d'evitar que la Lluna es converteixi en font de conflicte internacional. Als fins del tractat:
- Prohibeix qualsevol ús militar dels cossos celestes, incloent els assaigs d'armes o com a bases militars.
- Prohibeix tota l'exploració i els usos dels cossos celestes, sense l'aprovació o el benefici d'altres estats en el marc del principi del Patrimoni comú de la humanitat (article 11).
- Requereix que el Secretari-General ha de ser notificat de totes les activitats i descobriments celestes (desenvolupat gràcies a aquestes activitats).
- Declara tots els estats tenen el mateix dret a realitzar investigacions sobre els cossos celestes.
- Declara que per a les mostres obtingudes durant les activitats de recerca, l'estat que les hagin obtingudes ha de considerar la possibilitat de part de la mateixa a disposició de tots els països i les comunitats científiques per a la investigació.
- Prohibició d'alterar el medi ambient dels cossos celestes i requereix que els estats han de prendre mesures per prevenir la contaminació accidental.
- Prohibeix qualsevol estat de reclamar sobirania per sobre de qualsevol territori dels cossos celestes.
- Prohibeix qualsevol propietat d'un bé extraterrestre per part de qualsevol organització o persona, llevat que l'organització és internacional i governamental.
- Cal tota l'extracció i assignació de recursos realitzada per un règim internacional.

## Ratificació
El tractat va ser conclòs en 1979 i va entrar en vigor per a la possibilitat de ratificar el 1984. Com a complement al Tractat de l'espai exterior, del Tractat de la Lluna intenta establir un règim per a la utilització de la Lluna i altres objectes astronòmics similar a l'establert per al relleu oceànic en la Convenció de les Nacions Unides sobre el Dret de la Mar.
Fins al 2012 Austràlia, Àustria, Bèlgica, Xile, el Kazakhstan, Líban, Mèxic, Marroc, Països Baixos, Pakistan, Perú, Filipines i Uruguai, l'havien ratificat i França, Guatemala, Índia i Romania l'han signat però no l'han ratificat. El 2012, Turquia i Aràbia Saudí es van adherir, i el 2016 ho feu Venezuela.